# Episodi de I viaggiatori delle tenebre (quarta stagione)
La quarta stagione della serie televisiva I viaggiatori delle tenebre è stata trasmessa in anteprima negli Stati Uniti d'America dalla HBO tra il 17 febbraio 1987 e il 12 maggio 1987.
| nº | Titolo originale       | Titolo italiano | Prima TV USA     | Prima TV Italia |
| -- | ---------------------- | --------------- | ---------------- | --------------- |
| 1  | Perfect Order          |                 | 17 febbraio 1987 |                 |
| 2  | Minuteman              |                 | 24 febbraio 1987 |                 |
| 3  | Dead Heat              |                 | 3 marzo 1987     |                 |
| 4  | Why Are You Here?      |                 | 10 marzo 1987    |                 |
| 5  | Homebodies             |                 | 17 marzo 1987    |                 |
| 6  | Doctor's Orders        |                 | 24 marzo 1987    |                 |
| 7  | The Legendary Billy B. |                 | 31 marzo 1987    |                 |
| 8  | In the Name of Love    |                 | 7 aprile 1987    |                 |
| 9  | Made for Each Other    |                 | 14 aprile 1987   |                 |
| 10 | Joker                  |                 | 21 aprile 1987   |                 |
| 11 | Best Shot              |                 | 28 aprile 1987   |                 |
| 12 | Secret Ingredient      |                 | 5 maggio 1987    |                 |
| 13 | Cabin Fever            |                 | 12 maggio 1987   |                 |